# 梅田ミト
梅田 ミト（うめだ ミト、1863年3月27日 - 1975年5月31日）は、長寿日本一及び長寿世界一であった熊本県託麻郡供合村生まれの女性。

## 来歴
1863年、熊本県託麻郡供合村の農家の長女として生まれる。1900年、3回目の結婚を梅田弥次郎と行い、一男一女をもうける。梅田自身には3回の結婚で合計5人の子供がいた。
1973年10月31日、110歳235日だったイギリスのエリザベス・ワトキンスの死去により、110歳218日で、記録の残る1955年以来日本人としては初めての長寿世界一となった。
確実な証拠がある日本人としては初めて111歳と112歳の誕生日を迎えた。長寿世界一を1年7ヶ月に渡って守った後、1975年5月31日に老衰のため死去。112歳65日没。梅田の死去に伴い、河本にわが長寿日本一および世界一の座を引き継いだ。